# M15/42坦克
M15/42戰車（意大利語：Carro Armato M15/42）是意大利王國在二戰中生產的最後一款中型戰車。M15/42坦克的設計借鑑了先前的M13/40戰車以及M14/41戰車，設計的初衷是為了應付北非戰役中浮現出的一些問題。這種戰車的定位本來是P-40戰車量產前的用於過渡的戰車:14。它最終未如預期那般參加北非戰役。不過，德意志國防軍卻在南斯拉夫和意大利的戰鬥中使用了這款戰車。

## 研發
在意識到M13/40戰車和M14/41戰車這兩款中型戰車的不足後，意大利皇家陸軍決定製造一款能在P-40戰車投產前充當過渡角色的戰車:8-14。M13/40以及M14/41這兩款戰車儘管與大部分早期的英軍以及盟軍坦克無明顯的差距，但卻因為一些嚴重的缺陷而難於適應在北非沙漠中的作戰。另外，這兩款戰車所裝備的火炮雖然在同時期的中型戰車中並不算落後，但卻難以穿透英國在北非部署的重型戰車的裝甲。
在1941年早些時候，意大利曾試圖以擄獲的英國A15巡航戰車（十字軍坦克）為藍本研製出一款新的戰車，即M16/43戰車「撒哈拉快速中型戰車」:16。儘管這款戰車的原型車在試驗中表現優異，但研發計畫卻最終在1943年取消。因為當時意大利人已失去了他們在北非的大部分領土，不再需要一款適用於北非沙漠作戰的快速戰車。另外，在這款戰車的研發過程中，德國曾提議授予意大利三號戰車和四號戰車的生產許可，同時向意大利提供生產戰車的一半資源，並代為生產火炮和觀察設備。但意大利人為了不讓他們德國人控制他們的工業體系，拒絕了這一提議，並決定研發M14/41戰車的改進型，即為後來的M15/42戰車。
M15/42戰車比M14/41長了12釐米，裝備原來計畫裝到M16/43炮塔上的新式火炮、一臺新式的汽油機（12升FIAT（快意）190匹SPA 15TB M42，選擇汽油機是因為當時意大利並不能生產出合適的柴油機），以及一套新式的傳動系統:16-17。意大利將這款戰車命名為M15/42戰車（意大利語：Carro Armato M15/42），M代指「中型戰車」，15指其重量為15噸，42指其通過審覈的時間是公元（19）42年。研發期間，這款坦克針對北非戰役中的一些教訓作了改進，不過，因為主炮和彈藥的問題，這款戰車直到1943年1月1日才投產，那時，這款戰車已經過時了:17。
這款戰車的主炮是一門安裝在能360度旋轉的點驅動炮塔上的47毫米L/40火炮（47毫米/L32火炮的改進型），最大俯仰角分別為-10度/+20度:16-17。這門火炮能發射空心裝藥彈、高爆彈（HE），以及穿甲彈（AP）。另外，這款戰車還裝備有5挺8毫米布雷達38型機槍（兩挺裝在車體上，兩挺同軸放置，第五挺機槍則放在車頂用作防空機槍）。

## 作戰記錄
意大利從1943年1月1日開始生產M15/42戰車，截至1943年中期，一共生產了90輛這款戰車:17。1943年9月8日，義大利與盟國停戰。其後，隸屬於意大利第135裝甲師白羊座II的部隊曾與試圖將他們於羅馬解除武裝的德軍部隊交戰。戰爭中，意大利部隊就使用了M15/42等戰車。
作戰結束後，德軍擄獲了所有未被擊毀的M15/42戰車。之後，德國又完成28輛未完工的M15/42戰車的生產。德軍主要把M15/42戰車用於在南斯拉夫的戰鬥中。1944年12月，一共有85輛M15/42戰車被部署在南斯拉夫地區。

## 衍生型
儘管M15/42戰車的產量不大，但卻有數款裝甲戰鬥車輛使用它的底盤。比如說，M15/42戰車的衍生型M15/42「廣播中心」（M15/42 Centro Radio）型指揮戰車拆除了兩挺車體機槍，並裝上了無線電臺。另外，三種自行火炮：75/34式自行火炮、75/46式自行火炮，以及105/25式自行火炮均使用M15/42戰車的底盤:21。另外有一款裝備4門安裝在有輕型裝甲防護的炮塔上的斯科蒂—伊索塔弗拉斯基尼機炮的自行防空系統亦使用M15/42戰車的底盤。意大利曾在1943年製造出一輛這款自行防空炮的原型車，但該款自行防空炮也僅僅停留在原型車階段:17。在德國佔領意大利後，德軍擄獲了M15/42戰車，並且可能在四號防空坦克的研發過程中起了模型的作用。

### 外部連結
- Fiat M15/42 Specifications於historywarsweapons.com
- M15/42 History of M15/42 （页面存档备份，存于）於onwar.com